# Maissana
Maissana is een gemeente in de Italiaanse provincie La Spezia (regio Ligurië) en telt 687 inwoners (31-12-2004). De oppervlakte bedraagt 45,5 km², de bevolkingsdichtheid is 15 inwoners per km².
De volgende frazioni maken deel uit van de gemeente: Campore, Cembrano, Chiama, Colli, Disconesi, Ossegna, Salterana, Santa Maria, Tavarone, Torza.

## Demografie
Maissana telt ongeveer 411 huishoudens. Het aantal inwoners daalde in de periode 1991-2001 met 7,6% volgens cijfers uit de tienjaarlijkse volkstellingen van ISTAT.
| Jaar | Inwoneraantal |
| ---- | ------------- |
| 1991 | 724           |
| 2001 | 669           |

## Geografie
Maissana grenst aan de volgende gemeenten: Carro, Casarza Ligure (GE), Castiglione Chiavarese (GE), Ne (GE), Varese Ligure.

## Galerij

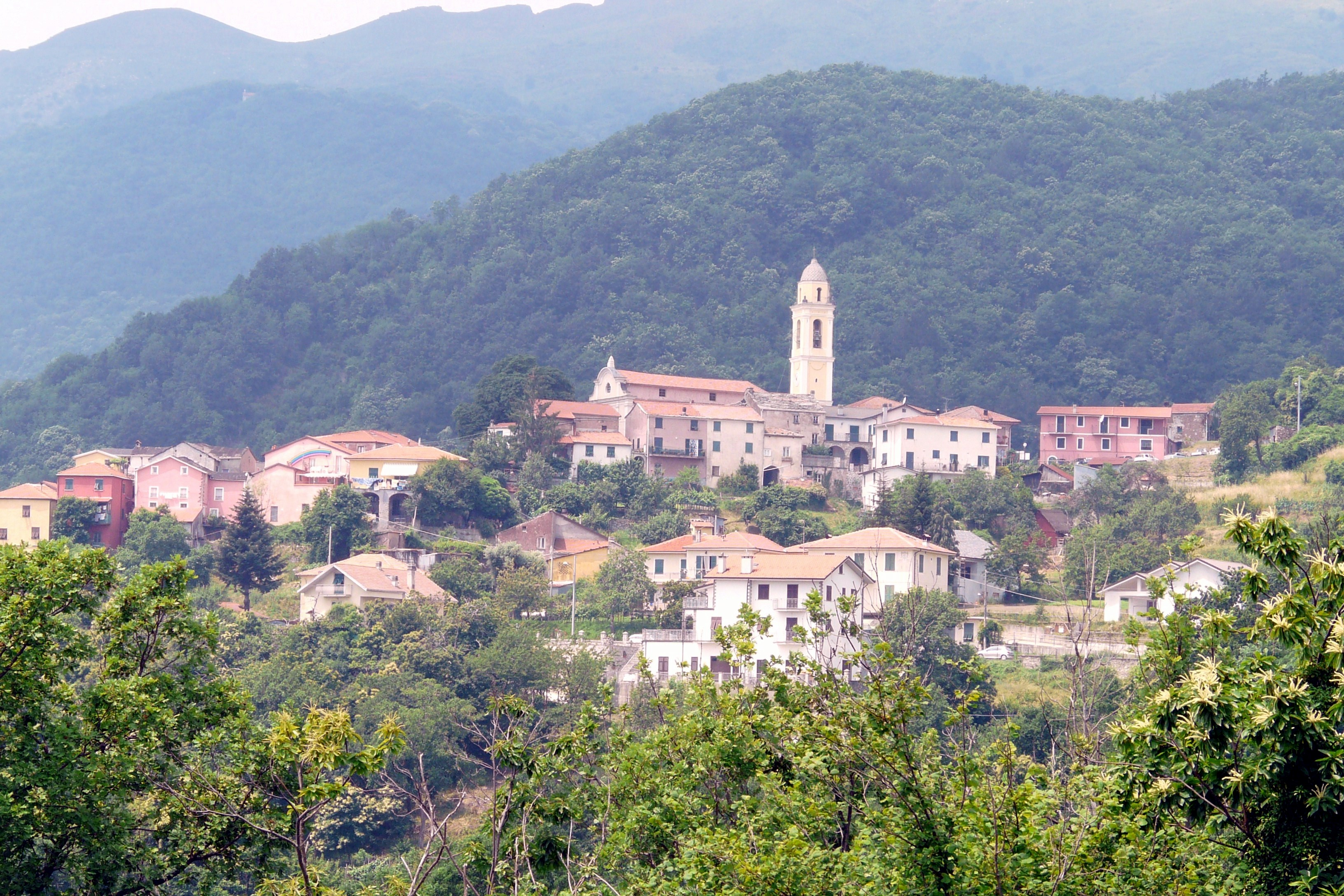
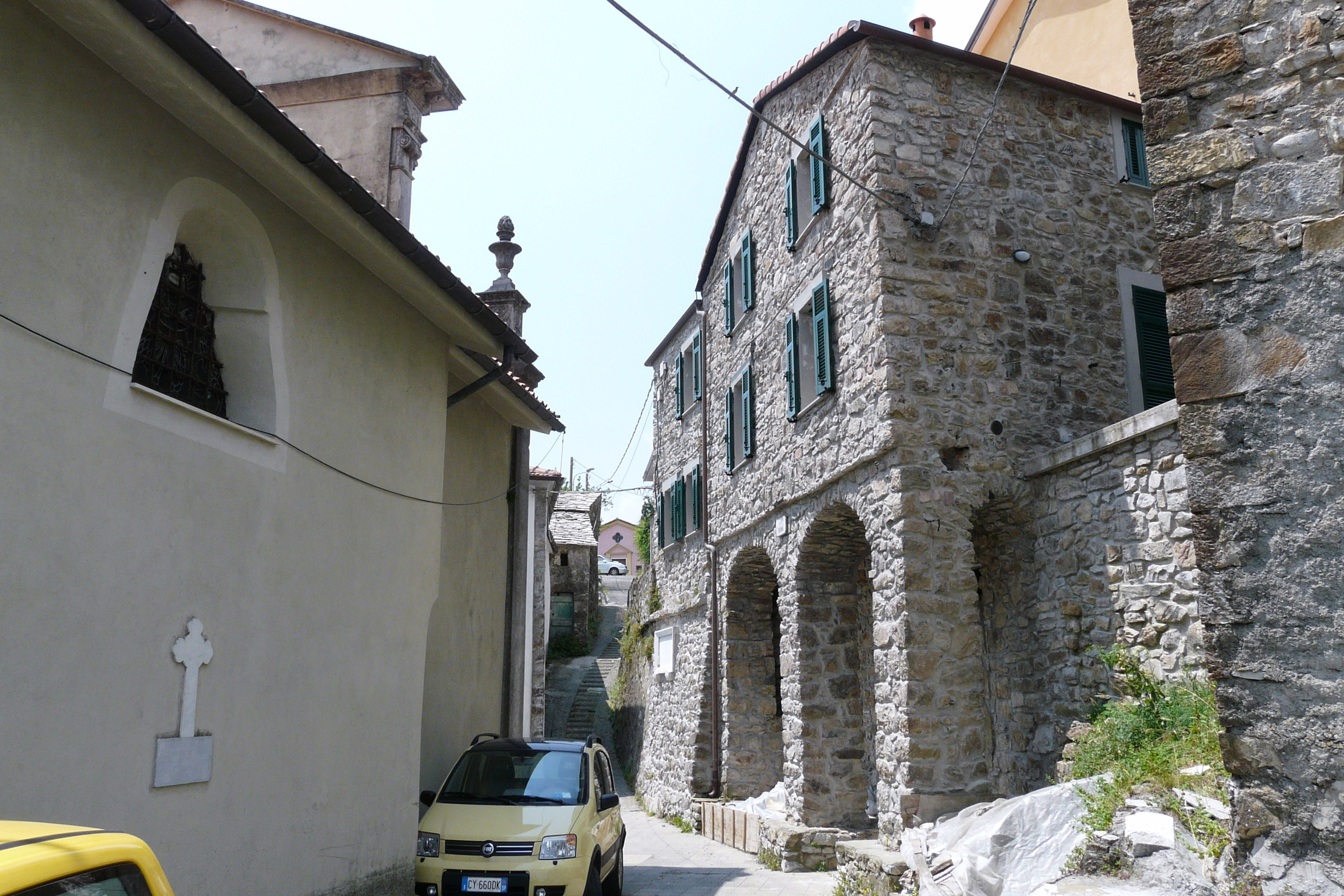
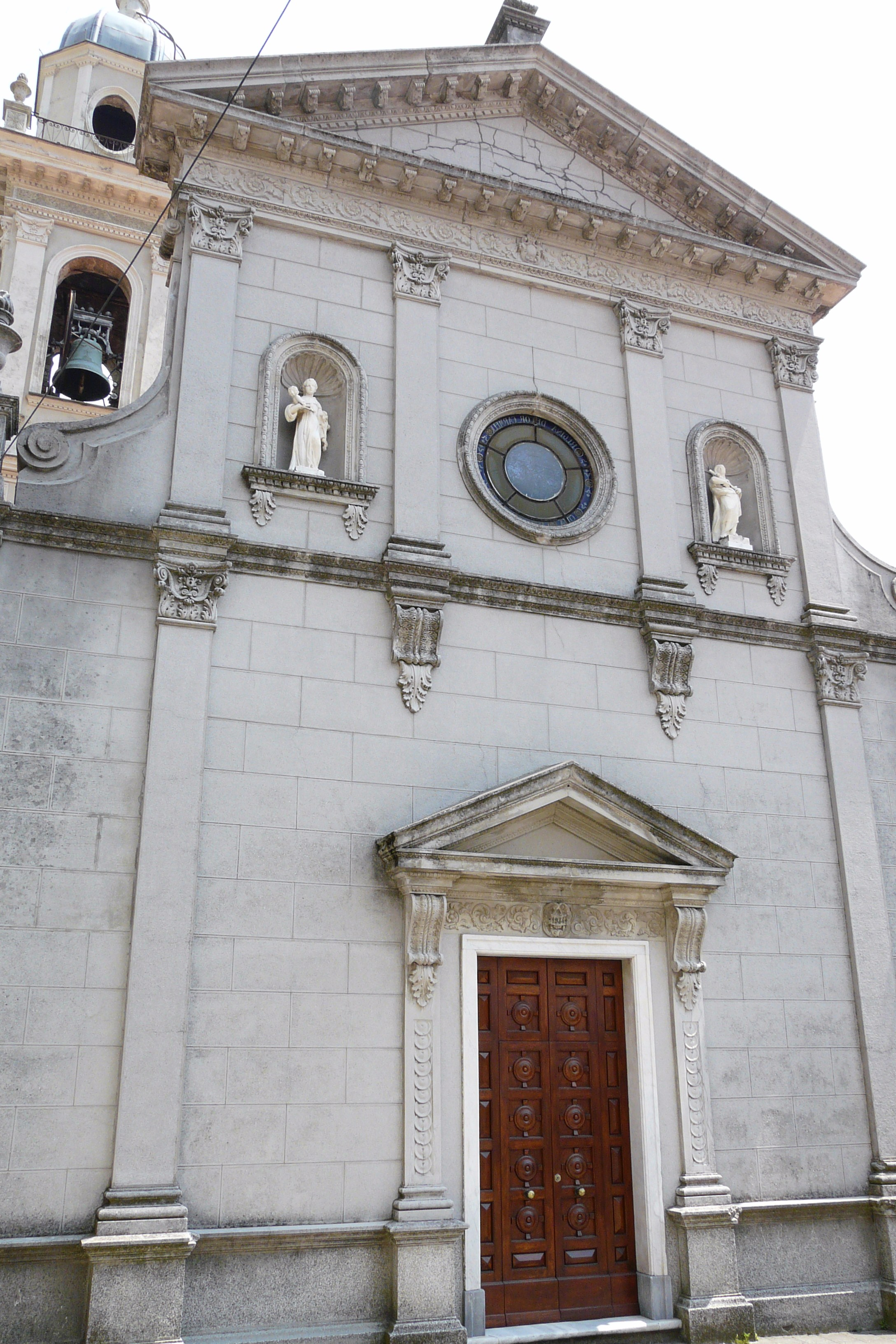
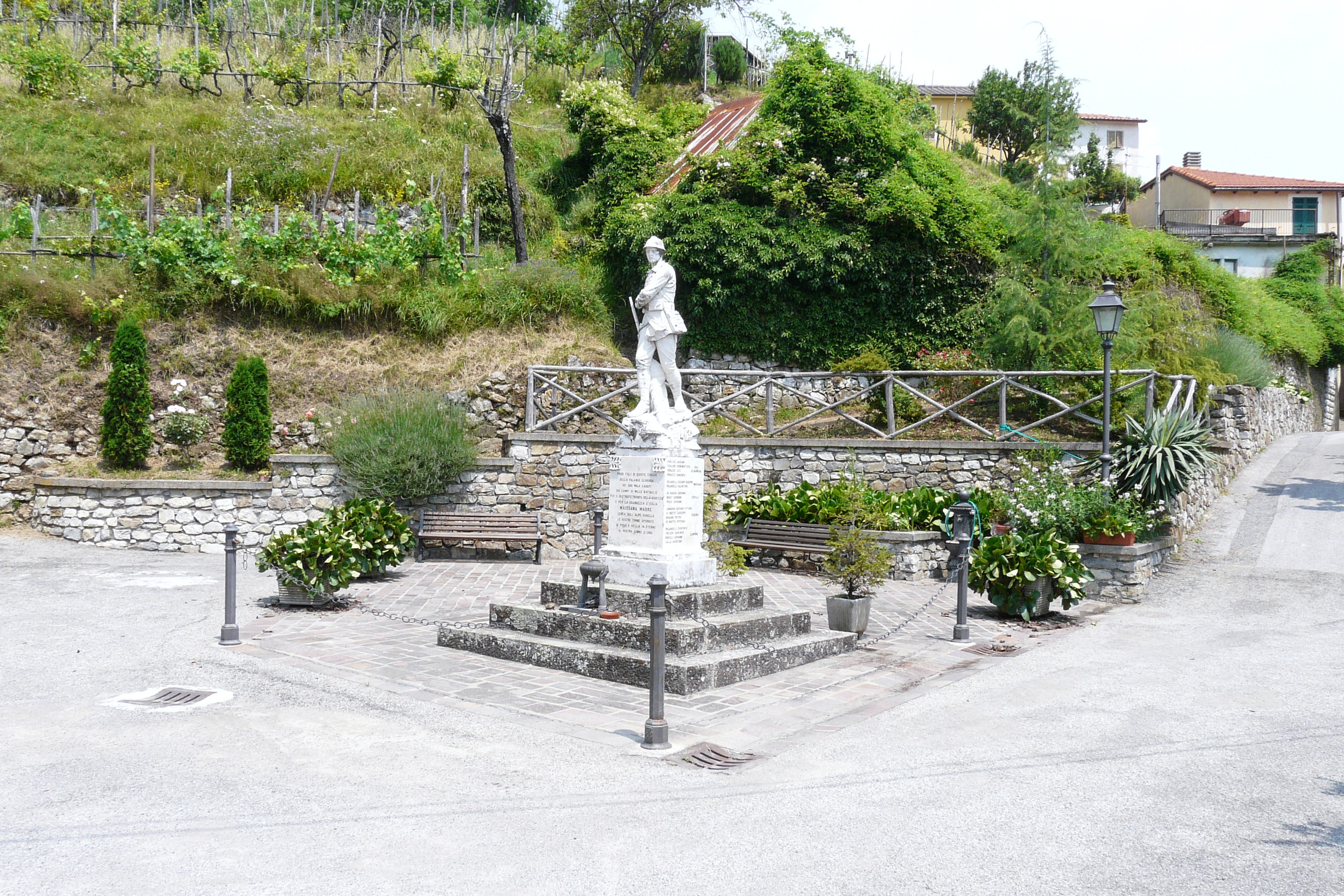
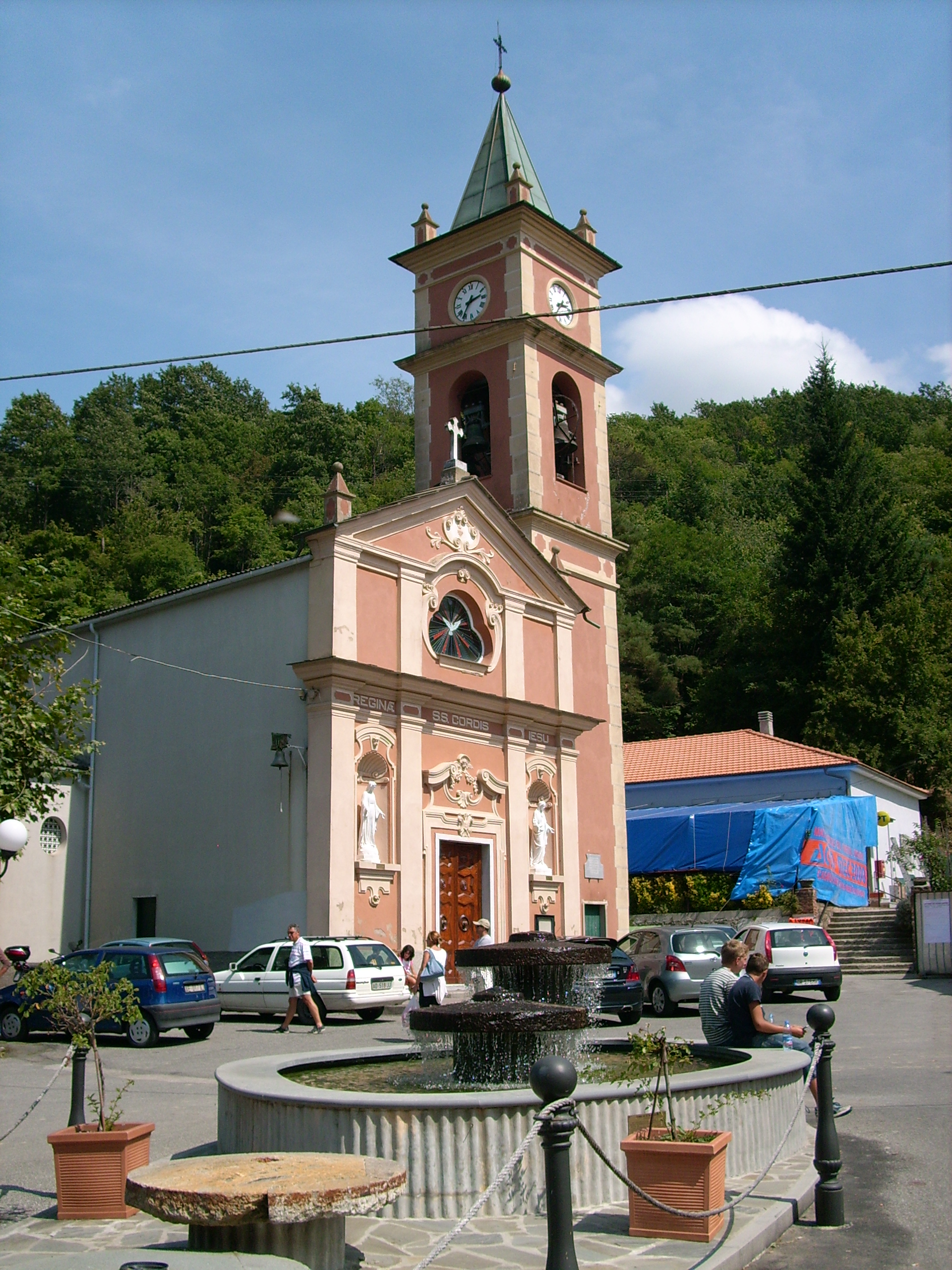
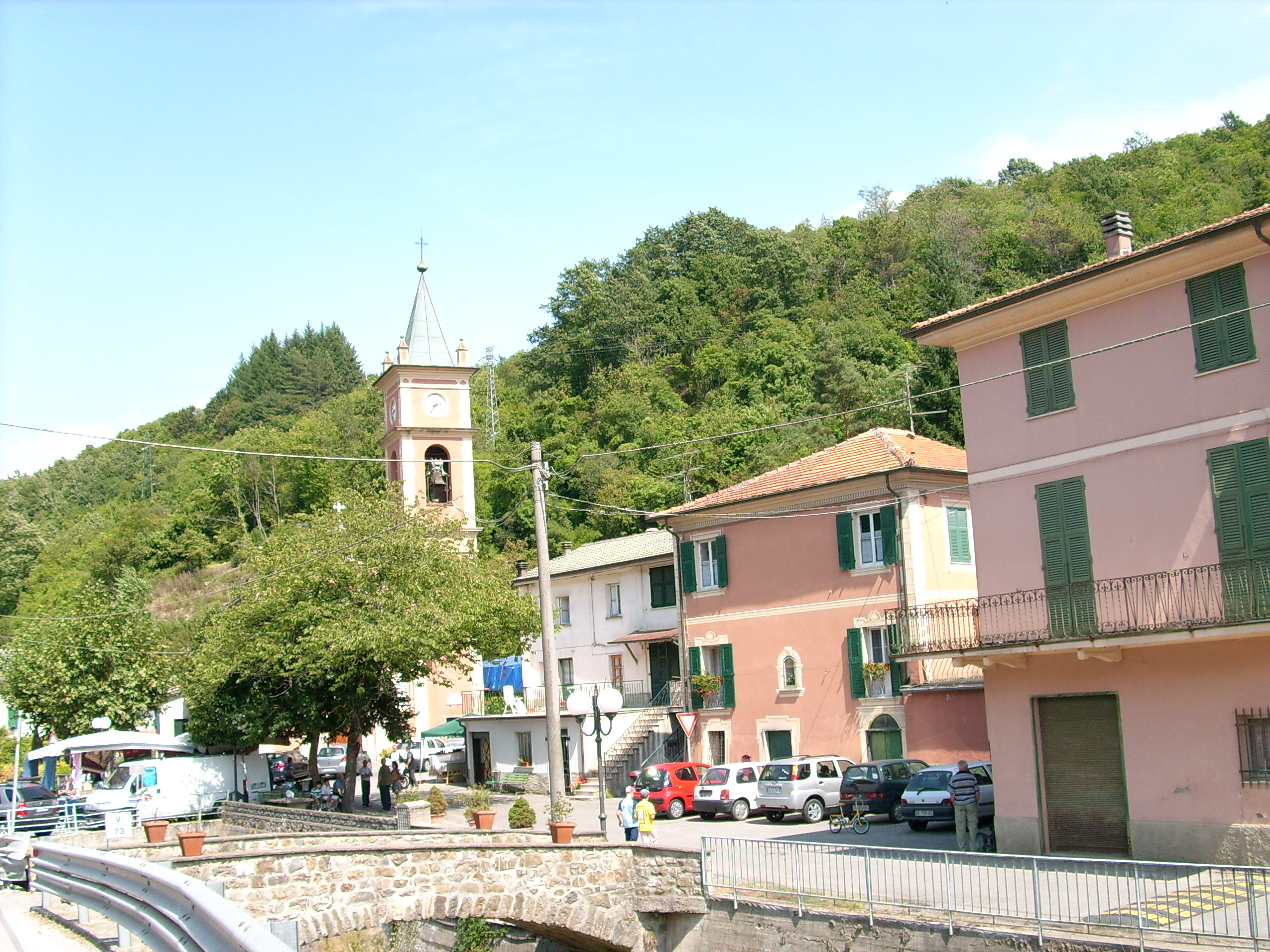
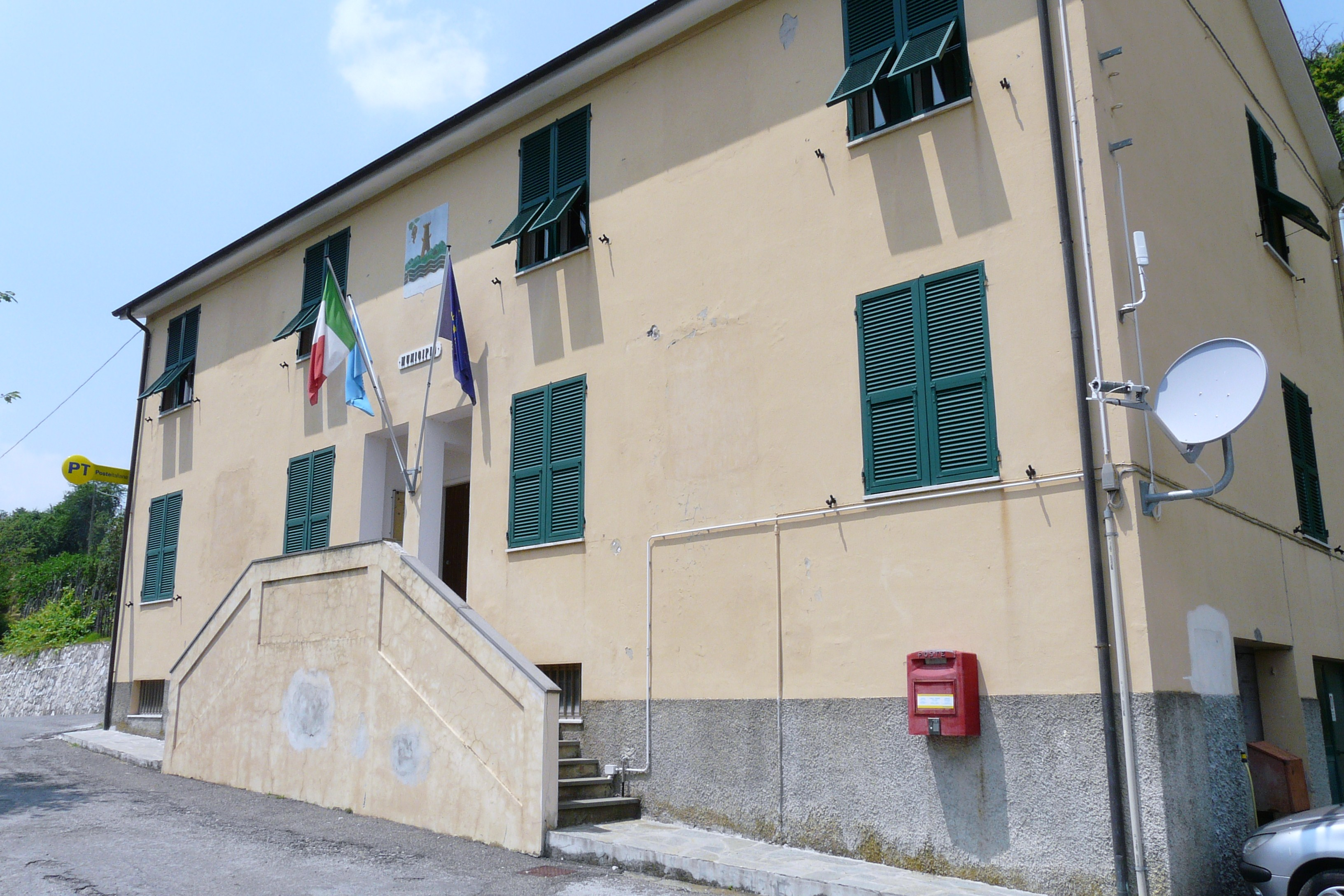